# Riegel (Bauteil)

Fachwerk-Fachbegriffe: 1 Eckständer, 2 Strebe, 3 Rähm, 4 Ständer, 5 Kopfwinkelholz, 6 Kopfband, 7 Gegenstrebe, 8 Strebe, 9 Riegel, 10 Sturzriegel, 11 Brüstungsriegel, 12 Andreaskreuz, 13 Schwelle, 14 Fußwinkelholz, 15 Fußband, 16 Schwellriegel.

Als Riegel bezeichnet man im Fachwerkbau einen waagerecht verlaufenden Balken, der zwischen zwei Ständern verläuft und mit diesen verzapft ist.

## Beschreibung
Allgemein werden im Bauwesen Riegel als horizontale Stäbe bezeichnet. Pro Wandhöhe werden im Fachwerkbau typischerweise zwei Riegel zwischen Schwelle und Rähm eingesetzt. Riegel werden meist umlaufend in gleicher Höhe eingesetzt, so dass sie in der Fassadenansicht eine Linie bilden.
Im Fenstergefach wird der untere Riegel Brüstungsriegel (Brustriegel) und der obere Riegel Sturzriegel genannt. Ein Türgefach besitzt nur einen Sturzriegel; die Einbauhöhe bestimmt die Größe von Fenster und Tür. Ferner gibt es Schwellenriegel (auch Schwellriegel, Fußriegel), Kopfriegel und Rähmriegel. Übere mehrere Gefache horizontal auf gleicher Höhe eingebaute Riegel bilden eine Riegelkette.

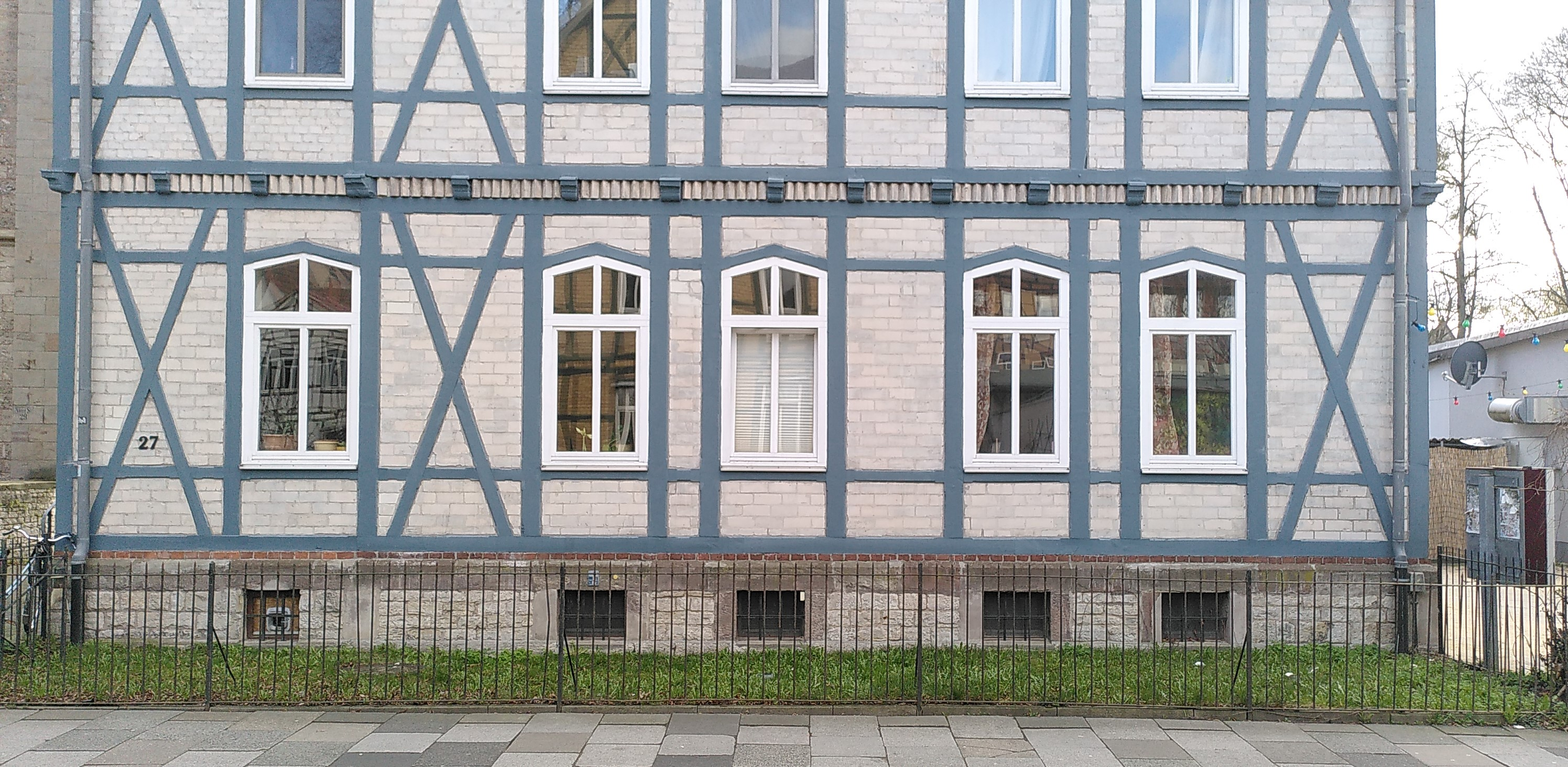
Durchlaufende Riegelketten, Fachwerkhaus von 1876 mit Technischem Fachwerk (Göttingen, Hospitalstraße 27)

Riegel unterteilen die Felder zwischen den Pfosten in Gefache. Obwohl statisch nicht notwendig, entspricht der Querschnitt des Riegels meist der Balkenstärke der lastabtragenden Fachwerkhölzer. Im Gegensatz zu Ständer und Strebe hat ein Riegel in der Regel keine lastabtragende, sondern eine lediglich aussteifende und unterteilende Funktion. Zusätzlich kann der Riegel die Aufrichtung und Montage der Fachwerkkonstruktion erleichtern, den Abstand zweier benachbarter Ständer fixieren, die Ständer in Konstruktionsebene gegen Knicken sichern und zur Befestigung einer Beplankung oder anderer Elemente dienen.

## Abgrenzung
In historischen Dachkonstruktionen gibt es auch Druckriegel (Spannriegel), die eine statische Funktion übernehmen.
Durchlaufende horizontale Fachwerkhölzer, die als Auflager dienen oder auf Biegung beansprucht werden, werden gegenüber dem Riegel als Rähm oder Schwelle bezeichnet.

## Einzelnachweise

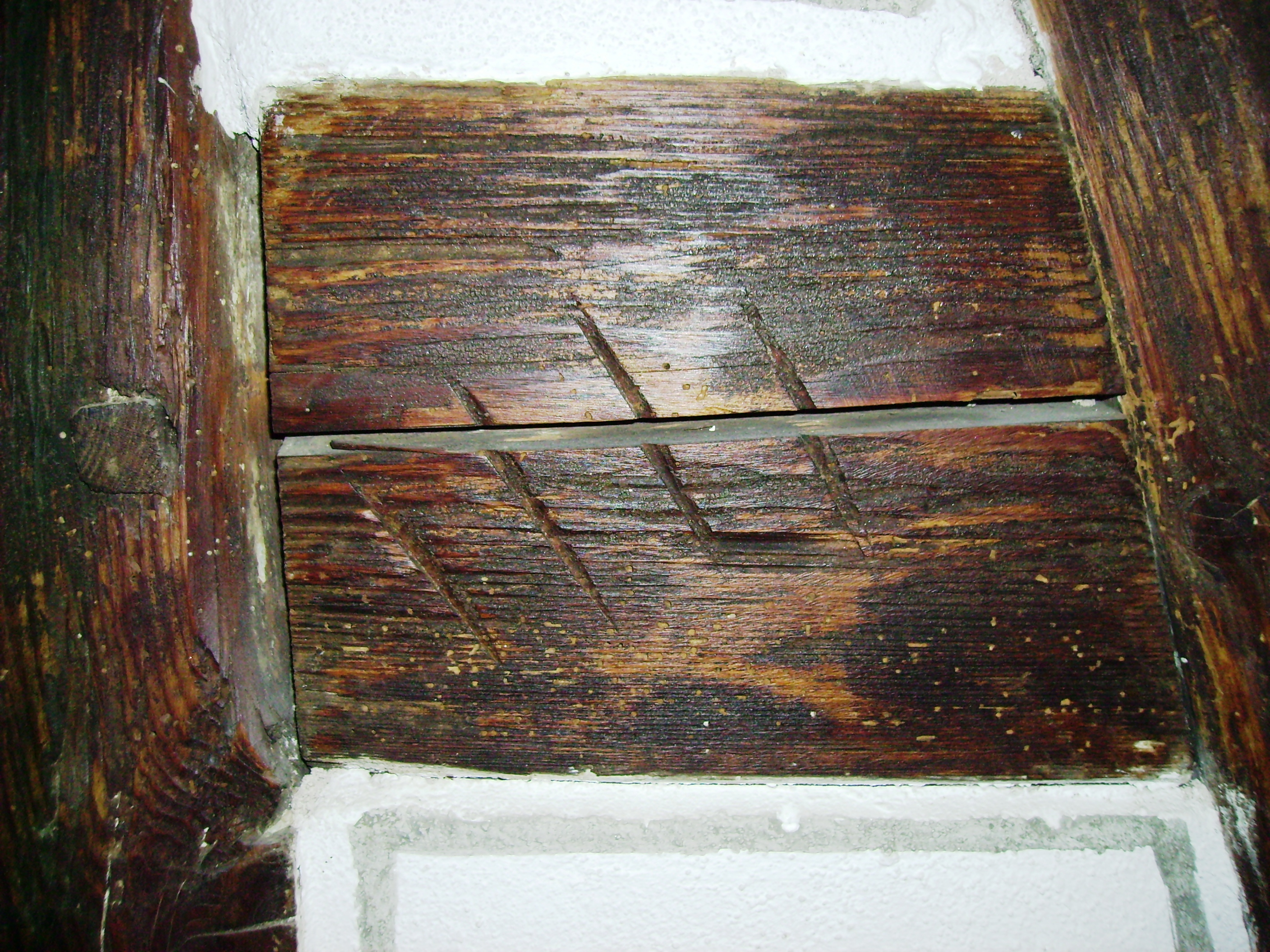
Kurzer Riegel in einem Haus von 1554 mit dem Abbundzeichen \\\\. Links ist ein Holznagel sichtbar.